# Мичуринский (Тюменская область)
Мичуринский  — поселок в Заводоуковском районе Тюменской области. В рамках организации местного самоуправления находится в Заводоуковском городском округе.

## География
Поселок Мичуринский  находится в 12 километрах к югу от города Заводоуковска.

### Часовой пояс
Поселок Мичуринский, как и вся Тюменская область, находится в часовой зоне МСК+2. Смещение применяемого времени относительно UTC составляет +5:00.

## История
Указом Народного комиссариата земледелия СССР (Наркомзем СССР, НКЗ СССР) в 1929 году организован совхоз «Новозаимский» с тремя отделениями: 1-е, 2-е, 3-е.
29 июля 07.1967 года отделения получили названия: 1-е - п. Мичуринский; 2-е - п. Центральный; 3-е - п. Лесной; 5-е - п. Пригородный; Озерки..

## Население
| 1989. | 2002 | 2010 | 2021 |
| 464   | 526  | 497  | 477  |

| 2010 |
| ---- |
| 497  |

## Инфраструктура
В поселке находятся  Мичуринский дом культуры и досуга, ФАП

## Достопримечательности
Памятник-мемориал Никто не забыт, ничто не забыто